# Десмоїд
Десмоїд (агресивний фіброматоз) — доброякісна пухлина, що є різновидом фіброми, що часто локалізується в передній черевній стінці. Гістопатологічно демострує ознаки щільної фіброми за рахунок м'язово-апоневротичного компоненту.

## Етіологія
Десмоїд виникає спорадично, або асоційований з синдромом Гарднера, фамільним аденоматозним поліпозом, мутацією гену APC.

## Патологія
Десмоїд характеризується повільним ростом. Десмоїд — це пухлина без метастатичного потенціалу, але може демонструвати локальну біологічну агресивність через інфільтративний ріст, що проявляється ураженням органів, що прилягяють до десмоїду.

## Лікування
Десмоїди спостерігають при незначних розмірах та відсутності даних за локорегіонарний ріст. В залежності від біологічної агресивності пухлини може проводитись хірургічне видалення, мікрохвильова терапія, променева терапія, антиестрогенні препарати, нестероїдні протизапальні препарати.